# Landsat 7
Landsat 7 är en satellit i Landsatprogrammet. Den sköts upp 15 april 1999 med uppgift att dokumentera Jorden genom att ta molnfria satellitbilder. NASA svarade för uppskjutningen, och det amerikanska lantmäteriverket USGS bearbetar de data som samlas in.
Datorprogrammet NASA World Wind använder fotografier tagna av Landsat 7.

### Fotnoter
1. ↑  ”NASA Space Science Data Coordinated Archive” (på engelska). NASA. https://nssdc.gsfc.nasa.gov/nmc/spacecraft/display.action?id=1999-020A. Läst 7 april 2020.